# ラデ・トシッチ
ラデ・トシッチ（ボスニア語: Rade Tošić、1965年3月31日 - ）は、ボスニア・ヘルツェゴビナ（旧ユーゴスラビア）の元サッカー選手。ポジションはディフェンダー。

## 経歴
ユーゴスラビア代表として1988年3月31日のイタリア代表戦に出場した。

## タイトル

### レッドスター・ベオグラード
- ユーゴスラビア・プルヴァ・リーガ：1990-91, 1991-92
- UEFAチャンピオンズカップ：1990-91
- インターコンチネンタルカップ：1991